# 摩爾娛樂
摩爾娛樂（英語： More Enterntainment），為馬來西亞娛樂、唱片、影視製作公司主營藝人規劃、演唱會製作、唱片製作和電視劇及電影製作。電影作品包含電影同學會、分貝人生、這一刻，想見你、迷失安狄、富都青年。

## 作品列表

### 電影作品
| 年份 | 片名     | 獲提名 | 獎項             | 結果 |
| 2017 | 分貝人生 | 陳勝吉 | 金馬獎最佳新導演 | 入圍 |
| 2017 | 分貝人生 | 陳克勤 | 金馬獎最佳攝影   | 入圍 |

### 創投經歷
| 年份 | 電影企劃             | 獎項                                           |
| 2014 | 分貝人生             | 2014金馬創投 百萬首獎                          |
| 2016 | 三哥                 | 2016香港亞洲電影投資會 HAF/FOX華語電影開創大獎 |
| 2016 | 痲瘋                 | 2016 金馬創投 馬來西亞獎                       |
| 2018 | 迷失安狄             | 2018 金馬創投 FPP MM2創意獎                    |
| 2020 | 富都青年             | 2020 金馬創投 美國Cinema Inutile FPP前瞻視野獎 |
| 2020 | 富都青年             | 2020 金馬創投 鏡文學潛力故事獎                 |
| 2022 | Sunny, Benny & Jenny | 2022 馬來西亞創投 劇本大獎                     |

1. ↑  . 鏡週刊.   [2017-12-05]. （原始内容存档于2022-06-07）.
2. ↑  . yahoo!新聞.   [2020-02-09]. （原始内容存档于2022-06-07）.
3. ↑  . 新頭殼newtalk.   [2020-11-19]. （原始内容存档于2022-06-07）.
4. ↑  . 東方日報. 2021-11-25  [2022-07-13]. （原始内容存档于2023-04-10） （中文（繁體））.